# The Man from Texas
The Man from Texas er en amerikansk stumfilm fra 1915 af Tom Mix.

## Medvirkende
- Tom Mix som Texas
- Goldie Colwell som Moya Dalton
- Louella Maxam
- Ed Brady som John Hargrave.